# Bienenläuse
Die Bienenläuse (Braulidae) stellen eine Familie der Zweiflügler (Diptera) dar. Innerhalb dieser werden sie den Fliegen (Brachycera) zugeordnet. Weltweit sind nur sieben Arten der Bienenläuse bekannt, davon ausschließlich Braula coeca in Mitteleuropa. Die Tiere sind winzig. Sie erreichen eine Körpergröße von etwa 1–1,5 Millimetern und parasitieren hauptsächlich an Honigbienen.

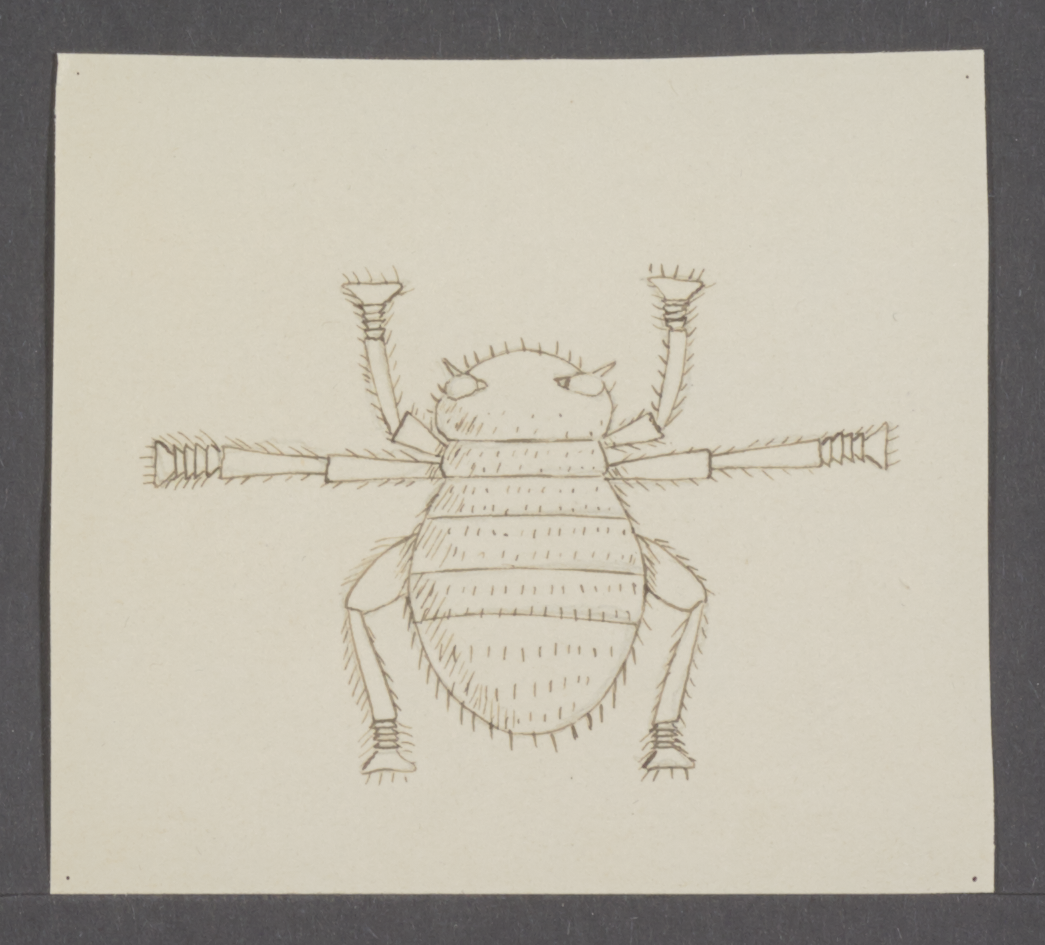
Zeichnung einer Bienenlaus

Die Bienenläuse sind durch ihre geringe Größe und verschiedene weitere Merkmale perfekt für den Aufenthalt im Pelz der Bienen angepasst. Der Körper ist sehr flach und behaart, Flügel und Schwingkölbchen (Halteren) fehlen den Tieren. Ein separater Hals oder eine Taille sind nicht vorhanden, wodurch der Körper etwas klobig wirkt. Die Augen sind nur rudimentär vorhanden und die Mundwerkzeuge sehr kurz. Sie dienen lediglich zum Aufsaugen von flüssiger Nahrung, die die Bienen auswürgen. Die Beine sind kurz und auffällig verdickt, wobei besonders das letzte Fußglied stark verbreitert ist und mit einem Kamm zum Festhalten ausgestattet ist.
Die Bienenläuse leben im Pelz der Bienen, vornehmlich der Königin. Hier fressen sie vor allem beim Nahrungsaustausch mit anderen Bienen und bei der Fütterung der Königin mit und betteln die Arbeiterinnen auch direkt an. Normalerweise ist der Befall durch Bienenläuse eher unproblematisch, nur bei sehr starkem Befall wird die Legeleistung der Königin beeinflusst.
Die Fortpflanzungszeit der Bienenläuse liegt im Sommer. Über die Paarung ist nicht viel bekannt, die Eier werden im Innern von Honigzellen an die Innenseite des Wachsdeckels  abgelegt. Die Larven fressen sich Gänge durch die Wabenwände und -deckel, wobei sie sich wahrscheinlich von beigemischten Pollen und Honig ernähren. Eine Verdauung des Wachses ist möglicherweise durch Symbionten möglich, aber fraglich. Die Verpuppung der etwa zwei Millimeter langen Larven erfolgt ebenfalls im Bienenstock.